# Tårkragskivling
Tårkragskivling (Hemistropharia albocrenulata) är en svampart som först beskrevs av Peck, och fick sitt nu gällande namn av Jacobsson & E. Larss. 2007. Enligt Catalogue of Life ingår Tårkragskivling i släktet Hemistropharia,  och familjen spindlingar, men enligt Dyntaxa är tillhörigheten istället släktet Hemistropharia,  och familjen Strophariaceae. Arten är reproducerande i Sverige. Inga underarter finns listade i Catalogue of Life.